# Großreiflinger Rechen

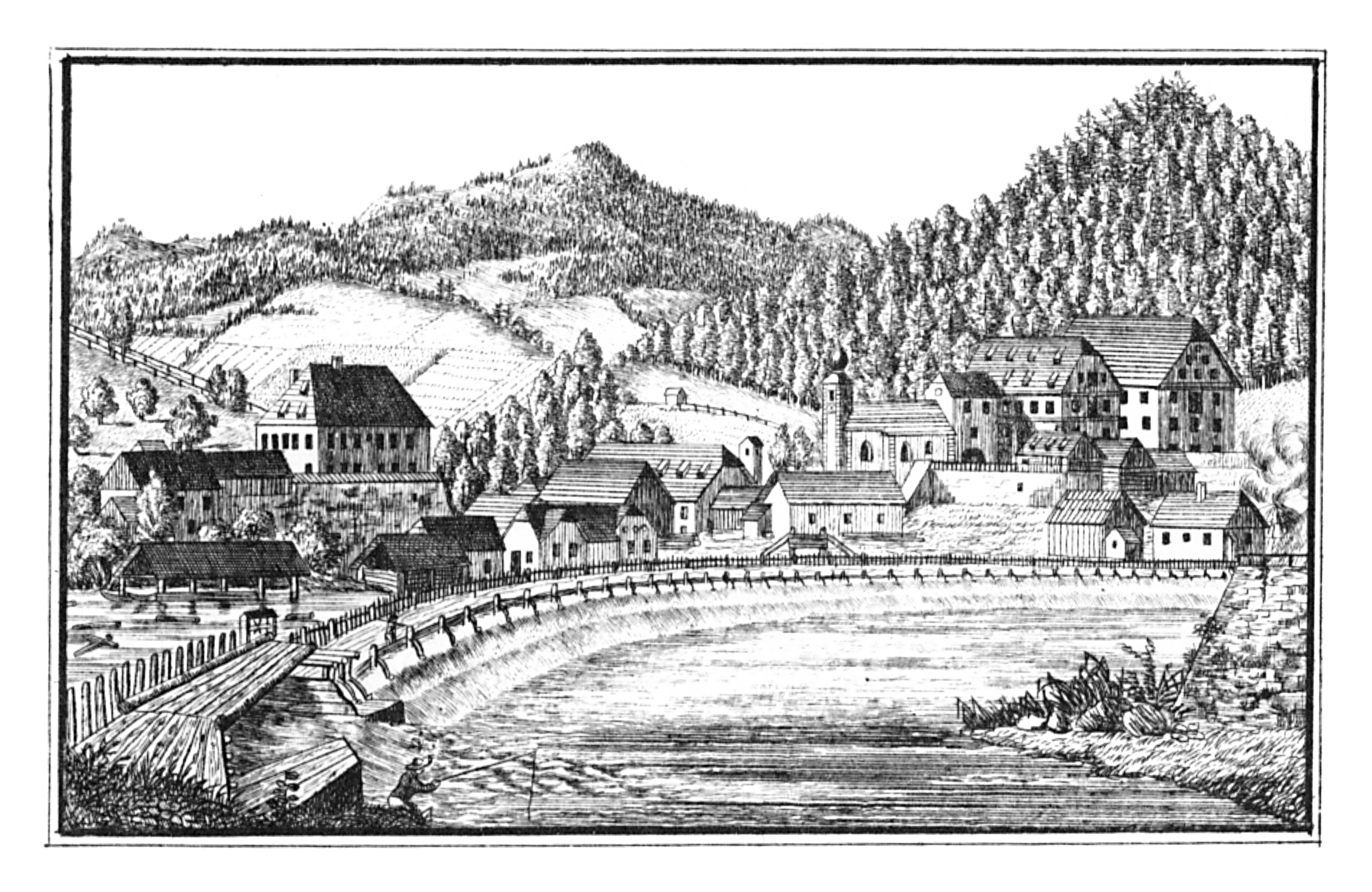
Rechen bei Großreifling um 1830

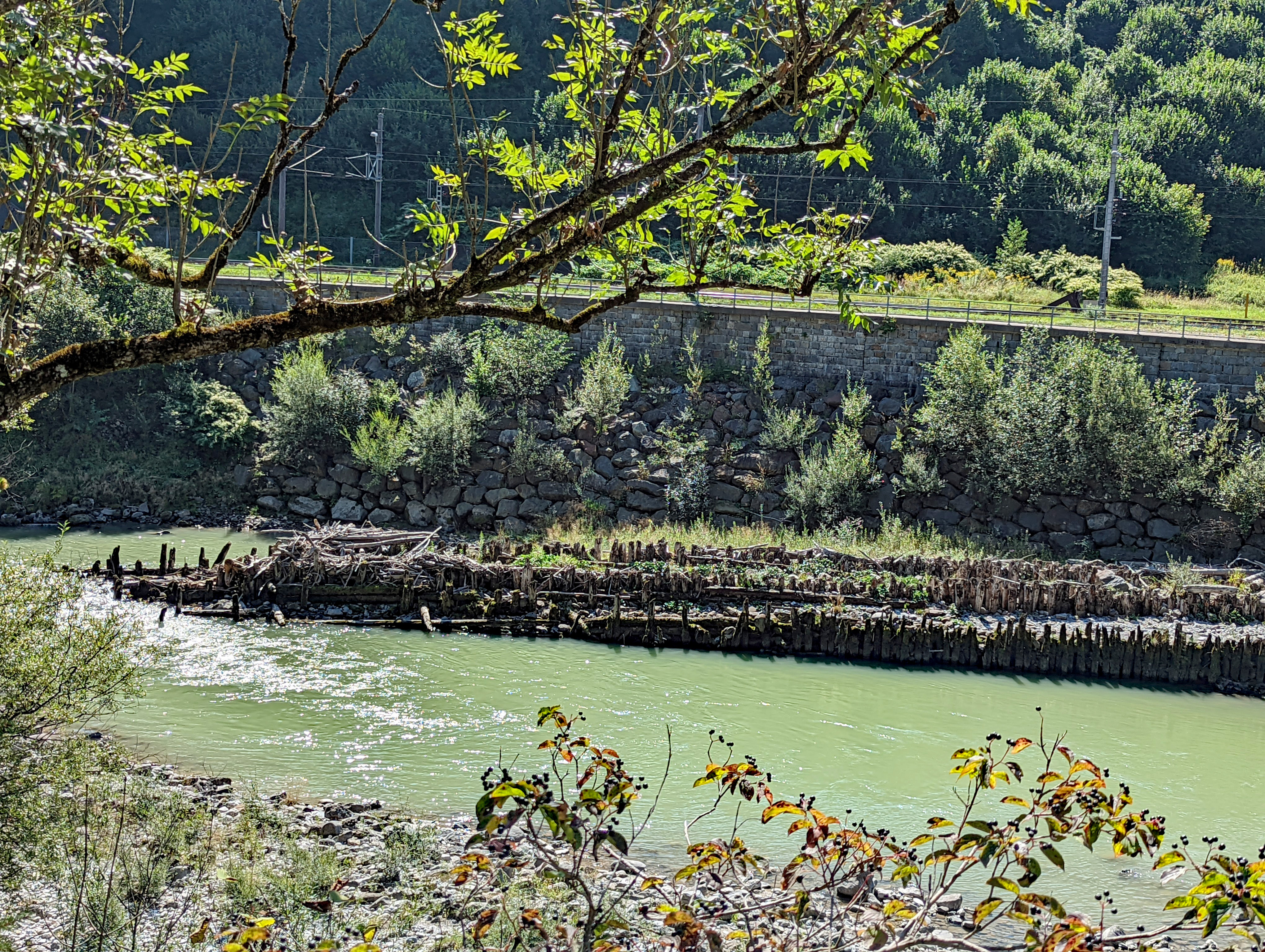
Reste des Großreiflinger Rechens

Der Großreiflinger Rechen war ein Wasserbauwerk in der Enns bei Großreifling in der heutigen Gemeinde Landl in der Steiermark. Erbaut wurde er durch Hans von Gasteiger, weshalb er auch Gasteiger Rechen genannt wird.

## Geschichte
Der Holzrechen bestand knapp drei Jahrhunderte von etwa 1570 bis 1861. Im Jahr 1861 zerstörte ein Hochwasser große Teile des Großreiflinger Rechens. Einige Überreste blieben bis in die Gegenwart erhalten und können besichtigt werden, so ragen noch einige Pfähle aus der Enns.
Für die im 16. Jahrhundert europaweit bedeutende Eisenproduktion in Innerösterreich und der Steiermark wurden große Mengen an Holz zur Erzeugung von Holzkohle benötigt. Bereits 1502 wurde ein Rechen geplant, um die Holzbringung mittels Holztrift aus dem Einzugsgebiet der Salza zu verbessern, aber erst 1568 wurde Hans von Gasteiger auf Anordnung Erzherzog Karls II. mit dem Bau des Holzrechens bei Großreifling beauftragt. In Betrieb ging der Rechen zwischen 1570 und 1575.

## Technik
Der Großreiflinger Rechen lag an einer Krümmung der Enns nahe der Salzamündung und zog sich in weitem Bogen vom rechten zum linken Ufer. Das Bauwerk war zwischen 571 m und 585 m lang und bestand aus einem Grundgerüst von 264 Piloten in drei parallelen Reihen, auf denen die Rechenbänke mit den hölzernen Rechenzähnen angebracht waren. Im Rechen stauten sich die Holzstämme und wurden mittels spezieller Flaschenzüge (Ganauf genannt) aus dem Wasser gezogen.